# Mumyōzōshi

Mumyōzōshi (無名草子, littéralement Livre sans nom) est un texte japonais du début du XIIIe siècle en un volume et dont l'auteur est inconnu. C'est le plus ancien texte japonais encore existant de critique littéraire.

## Composition
Le titre signifie Livre sans nom mais un manuscrit donne pour titre Kenkyū monogatari (建久物語) qui est une référence à l'ère durant laquelle l'ouvrage a été rédigé. La composition aurait eu lieu entre 1200 et 1202.
L'auteur est inconnu mais des hypothèses proposent Fujiwara no Shunzei (vers 1114-1204), sa petite-fille Fujiwara no Toshinari no Musume (souvent appelée « la fille de Shunzei », vers 1171-1252), Jōkaku (1147-1226) et Shikishi Naishinnō (1149-1201) mais l'hypothèse la plus retenue s'arrête au nom de « la fille de Shunzei, ».

## Contenu
Le volume est composé de quatre sections distinctes : une préface, une critique littéraire, une critique poétique et une discussion à propos des écrivaines importantes.
La préface présente une femme de 83 ans au cours d'un voyage. Elle s'arrête pour se reposer dans une maison où elle met par écrit la conversation d'un groupe de femmes qui discutent de littérature, prenant ainsi le prétexte d'un récit-cadre pour écrire le livre. Ce cadre narratif lui-même comprend de nombreux éléments des monogatari de l'époque.
La partie consacrée à la critique littéraire couvre vingt-huit histoires dont le Genji monogatari, le Sagoromo monogatari, le Yoru no Nezame, le Hamamatsu chūnagon monogatari et le Torikaebaya monogatari. Pour la plupart, les autres ont disparu,,.
La critique poétique s'intéresse au Ise monogatari, au Yamato monogatari, au Man'yōshū et à des collections privées et impériales. L'éditeur déplore le manque de femmes parmi les compilateurs dans les collections,,.
L'ouvrage se poursuit sur une discussion relative aux compétences et à l'éducation d'un certain nombre de femmes importantes : Ono no Komachi, Sei Shōnagon, Izumi Shikibu, Akazome Emon, Murasaki Shikibu et autres,,.
L'ouvrage est particulièrement précieux en tant que ressource historique car il comprend des descriptions d'un certain nombre de textes qui sont partiellement ou complètement perdus.